# Tomomi Iwakura

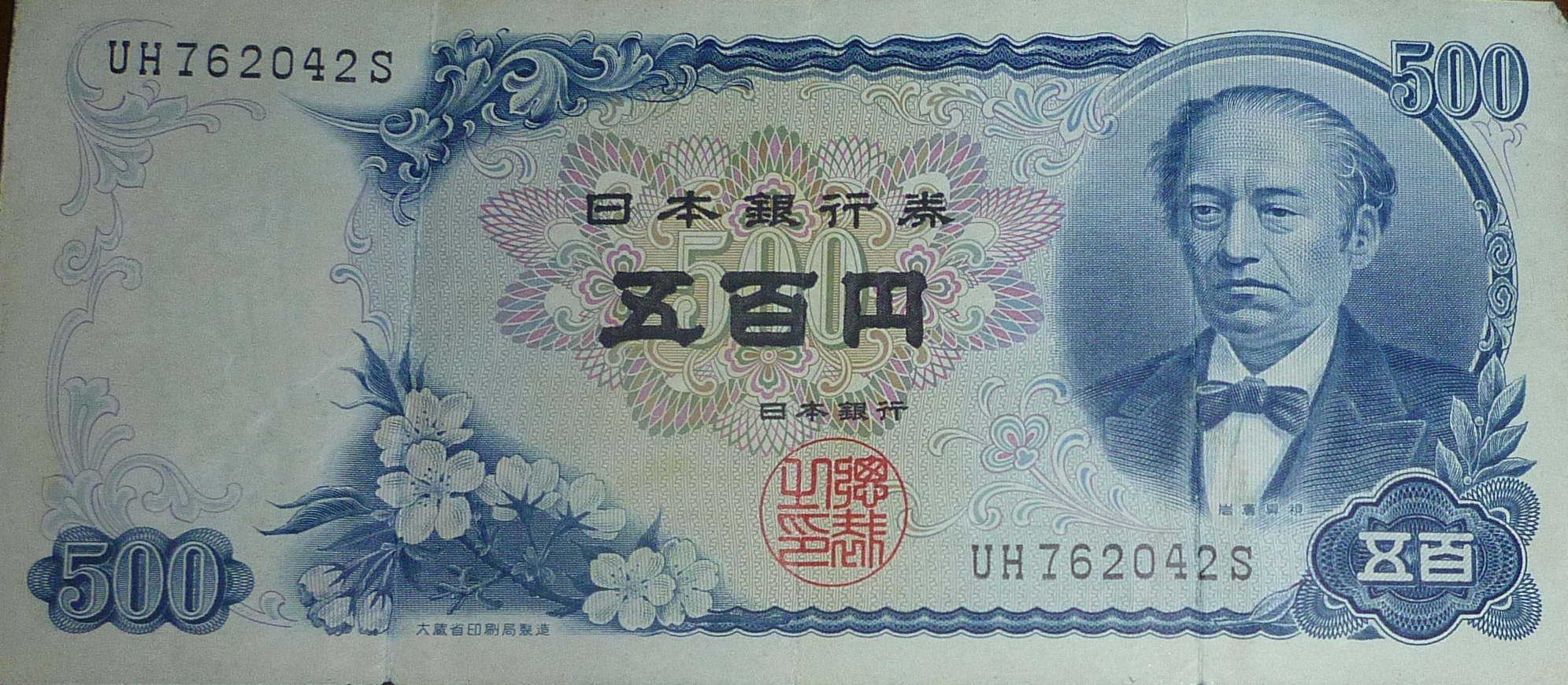
Tomomi Iwakura zobrazený na bývalé 500 jenové bankovce

Tomomi Iwakura (japonsky 岩倉具視, Iwakura Tomoni; 26. října 1825 Kjóto – 20. července 1883 Tokio) byl japonský státník období bakumacu (poslední roky období Edo a Meidži.

## Život
Tomomi Iwakura se narodil v Kjótu jako druhorozený syn nižšího dvořana a šlechtice Jasučika Horikawy (堀川 康親). V roce 1836 byl adoptován do rodiny jiného šlechtice, Tomojasu Iwakury, od kterého pak převzal rodové jméno. Cvičil ho kampaku (regent) Masamiči Takacukasa. V roce 1854 se stal komorníkem císaře Kómeie.

### U dvora
Stejně jako mnoho dalších dvořanů, také Iwakura nesouhlasil s plánem šógunátu Tokugawa na ukončení politiky japonské národní izolace a otevřít zemi cizincům. Když do Kjóta dorazil ródžu (rádce) tokugawského šógunátu, Masajoši Hotta, aby získal císařské povolení podepsat Harrisovu smlouvu o přátelství a obchodu se Spojenými státy americkými, shromaždil Iwakura dvořany a pokusil se zabránit jednání.
Po zavraždění taira Naosuke Iiho v roce 1860 Iwakura podporoval hnutí Kobugattai, alianci mezi dvorem a šógunátem. Hlavním bodem tohoto spojenectví byla svatba mezi šógunem Iemoči Tokugawou a princeznou Kazu-no-Mija Čikako, mladší sestrou císaře Kómeie. Samurajové a šlechta, která podporovala radikálnější hnutí Sonnó džói, viděli Iwakuru jako zastánce šógunátu a vyvíjeli tlak na dvůr, aby ho vyhnali. Výsledkem tohoto snažení Iwakura v roce 1862 dvůr opustil a přestěhoval se do Iwakury, severně od Kjóta.

### V exilu
Když v roce 1866 šógun Iemoči zemřel, snažil se Iwakura převzít u dvora politickou iniciativu. Pokusil se shromáždit pod dvůr všechny daimjó, ale neuspěl. Když v následujícím roce zemřel císař Kómei, proslýchalo se, že Iwakura naplánoval jeho otrávení. Zatčení však unikl.
3. ledna 1868 společně s Tošimičim Ókubou a Takamori Sajgem připravil Iwakura obsazení císařského paláce v Kjótu. Pomohli jim k tomu vojáci loajálních panství Sacuma a Čóšú. Po této revoluci byly zahájeny reformy Meidži.

### Období Meidži

Iwakurova mise

Po ustavení vlády hrál Iwakura, díky vlivu a důvěře s císařem Meidžim důležitou roli. Byl z velké části zodpovědný za vyhlášení Přísahy o pěti článcích a zrušení dosavadního administrativního dělení na domény (hany).
Brzy po jeho dosazení na místo ministra zprava či mladšího ministra (udaidžin) v roce 1871 s vydal na takzvanou Iwakurovu misi, dvouletou cestu kolem světa s cílem opětovného uzavírání smluv, které dosud byly pro Japonsko nevýhodné, a shromažďováním poznatků, které měly pomoci s modernizací země.
Iwakura zemřel 20. července 1883 na rakovinu krku.